# Christiansmøllen
Christiansmøllen, der oprindelig hed 'Møllmarks Mølle' ligger højt i landskabet på Kongebakken i næreden af broen over Svendborgsund. Det er en tårnmølle af typen hollandsk vindmølle med  et galleri, som ligger en etage højere end normalt. Den nuværende mølle er bygget i 1860, efter at en mølle på samme lokalitet var nedbrændt. Den er opbygget med en firkantet hvidkalket undermølle i grundmur, og der er porte til gennemkørsel. Overmøllen er rund, hvidkalket og helmuret op til hatten, som er løgformet og  beklædt med pap. Vingerne har hækværk til sejl og svikkes manuelt. Møllen krøjer med vindrose. Der er bevaret en stor samling mølleinventar, intakt, bl.a. tre kværne på kværnloftet.
Den første mølle i Svendborg blev bygget på Kongebakken i begyndelsen af 1800-tallet; der er dog stor usikkerhed om 1809 er det korrekte år for opførelsen.  Den blev opført på foranledning af daværende byfoged J. Uldall, der måtte indhente Rentekammerets tilladelse til at bygge den, Den nedbrændte til grunden i 1859, og den nuværende mølle blev herefter opført med navnet ’’Møllmarks Mølle’’.
Den blev omdøbt til Klingenberg, men Christian 9. gav i forbindelse med et besøg tilladelse til at navngive møllen efter sig. I 1932 blev der installeret en 50 hk dieselmotor i møllen, og med denne som hjælpeforanstaltning i stille vejr fortsatte mølleri indtil 1958. Møllen er afbildet på et postkort. Den er illumineret hver aftenen året rundt. Møllen ejes af Svendborg Kommune. Der er ikke adgang til møllen for offentligheden.